# Liste der mexikanischen Kinofilme 1931
Die Liste der mexikanischen Kinofilme des Jahres 1931 führt alle in diesem Jahr in Mexiko gedrehten Langfilme auf. Insgesamt gab es in diesem Jahr drei mexikanische Produktionen. Die in dieser Liste aufgeführten Informationen basieren auf David E. Wilts Buch „The Mexican Filmography 1916 through 2001“, der die vollständigste Filmographie für Mexiko vorgelegt hat.

## Legende
- Titel: Nennt soweit vorhanden den offiziellen deutschen Filmtitel, andernfalls den spanischen Originaltitel.
- Regisseur: Nennt den Regisseur oder die Regisseure des Films.
- Genre: Nennt die Genrezuordnung.
- Darsteller: Nennt drei Hauptdarsteller.
- Besonderheiten: Führt Besonderheiten und Hintergründe zum Film auf.

## Filmliste
| Titel           | Regisseur                           | Genre                          | Darsteller                                             | Besonderheiten                                                     |
| --------------- | ----------------------------------- | ------------------------------ | ------------------------------------------------------ | ------------------------------------------------------------------ |
| Alma de América | Adolfo Bustamante Moreno            | Religiöser Semi-Dokumentarfilm | Gloria Judith Jiménez Octavio Luzart Esperanza Cataneo | Der Film wurde erst 1941 fertiggestellt.                           |
| Contrabando     | Alberto Méndez Bernal Raymond Wells | Abenteuerfilm                  | Ramón Pereda Virginia Zurí Dorothy Sebastian           | Der Film wurde sowohl auf Spanisch, als auch auf Englisch gedreht. |
| Santa           | Antonio Moreno                      | Melodrama                      | Lupita Tovar Carlos Orellana Juan José Martínez Casado |                                                                    |